# ناویا یوشیدا
ناویا یوشیدا (انگلیسی: Naoya Yoshida؛ زادهٔ ۲۰ دسامبر ۱۹۹۴) بازیکن فوتبال اهل ژاپن است.